# Synclerostola pinorum
Synclerostola pinorum là một loài bướm đêm trong họ Noctuidae.